# جيمس د. غريفين
جيمس د. غريفين (بالإنجليزية: James D. Griffin)‏ هو سياسي أمريكي، ولد في 29 يونيو 1929 في بوفالو في الولايات المتحدة، وتوفي بنفس المكان في 25 مايو 2008 بسبب مرض كروتزفيلد جاكوب. حزبياً، نشط في الحزب الديمقراطي والحزب الجمهوري. وقد انتخب عضو مجلس ولاية نيويورك.